# Guben
Guben là một thị xã nằm bên sông Lusatian Neisse ở bang Brandenburg, Đức. Thị xã này thuộc huyện Spree-Neiße. Dân số cuối năm 2007 là 20.129 người. Cùng với Frankfurt (Oder) và Görlitz, Guben là một thành phố chia cắt trên biên giới giữa Đức và Ba Lan.
Thị xã này có các khu vực sau:
- Bresinchen
- Deulowitz
- Groß Breesen
- Kaltenborn
- Schlagsdorf